# Семислув
Семислув (пол. Siemysłów, нім. Steinersdorf) — село в Польщі, у гміні Домашовиці Намисловського повіту Опольського воєводства.
Населення — 404 особи (2011).

## Демографія
Демографічна структура станом на 31 березня 2011 року:
|          | Загалом | Допрацездатний вік | Працездатний вік | Постпрацездатний вік |
| -------- | ------- | ------------------ | ---------------- | -------------------- |
| Чоловіки | 199     | 41                 | 142              | 16                   |
| Жінки    | 205     | 38                 | 113              | 54                   |
| Разом    | 404     | 79                 | 255              | 70                   |